# Europamästerskapen i orientering 2012
Europamästerskapen i orientering 2012 hölls i Skattungbyn och i Falun i Sverige, den 14–20 maj 2012.

## Medaljörer

### Damer
| Gren         | Guld                                                        | Guld    | Silver                                             | Silver | Brons                                                  | Brons |
| Medeldistans | Simone Niggli (SUI)                                         | 33.42   | Minna Kauppi (FIN)                                 | +1.25  | Tatiana Ryabkina (RUS)                                 | +1.39 |
| Långdistans  | Simone Niggli (SUI)                                         | 1:01.34 | Tatiana Ryabkina (RUS)                             | +4.00  | Minna Kauppi (FIN)                                     | +4.34 |
| Sprint       | Simone Niggli (SUI)                                         | 14:58   | Lena Eliasson (SWE)                                | +0.32  | Maja Møller Alm (DEN)                                  | +0.51 |
| Stafett      | Ryssland Natalia Efimova Svetlana Mironova Tatiana Ryabkina | 1:55.35 | Finland Sofia Haajanen Merja Rantanen Minna Kauppi | +0.09  | Sverige Annika Billstam Lina Strand Tove Alexandersson | +0.55 |

### Herrar
| Gren         | Guld                                                     | Guld    | Silver                                                        | Silver | Brons                                                        | Brons |
| Medeldistans | Olav Lundanes (NOR)                                      | 34:12   | Valentin Novikov (RUS)                                        | +1.19  | Carl Waaler Kaas (NOR)                                       | +1.34 |
| Långdistans  | Olav Lundanes (NOR)                                      | 1:27.43 | Matthias Merz (SUI)                                           | +1.05  | Valentin Novikov (RUS)                                       | +1.30 |
| Sprint       | Jonas Leandersson (SWE)                                  | 15:20   | Kiril Nikolov (BUL)                                           | +0.05  | Daniel Hubmann (SUI) · Jerker Lysell (SWE)                   | +0.07 |
| Stafett      | Schweiz 2 Martin Hubmann Matthias Müller Matthias Kyburz | 1:53.43 | Sverige 2 Jonas Leandersson Fredrik Johansson Anders Holmberg | +0.03  | Frankrike Frédéric Tranchand Philippe Adamski François Gonon | +0.12 |

## Medaljliga
| Pl.    | Nation    | Guld | Silver | Brons | Totalt |
| ------ | --------- | ---- | ------ | ----- | ------ |
| 1      | Schweiz   | 4    | 1      | 1     | 6      |
| 2      | Norge     | 2    | 0      | 1     | 3      |
| 3      | Ryssland  | 1    | 2      | 2     | 5      |
|        | Sverige   | 1    | 2      | 2     | 5      |
| 5      | Finland   | 0    | 2      | 1     | 3      |
| 6      | Bulgarien | 0    | 1      | 0     | 1      |
| 7      | Danmark   | 0    | 0      | 1     | 1      |
|        | Frankrike | 0    | 0      | 1     | 1      |
| Totalt | Totalt    | 8    | 8      | 9     | 25     |